# هجوم شبيلي 2025
هجوم شبيلي 2025، المعروف أيضًا باسم عملية رمضان، هو حملة عسكرية مستمرة في وسط الصومال، وخاصة في مناطق شبيلي الوسطى وشبيلي السفلى وهيران. شنت حركة الشباب، وهي جماعة جهادية مسلحة موالية لتنظيم القاعدة، الهجوم ضد الجيش الوطني الصومالي، وقوات بعثة الاتحاد الإفريقي لتحقيق الاستقرار في الصومال، وميليشيات عشيرة المعاويسلي المتحالفة معها. وتسعى الحركة إلى تطويق العاصمة مقديشو، واستعادة الأراضي التي فقدتها في الهجوم الذي شنته الحكومة الصومالية والاتحاد الإفريقي عام 2022، وخاصة المدن الاستراتيجية وطرق الإمداد.
بدأ الهجوم في 20 فبراير/شباط 2025، بهجمات منسقة على مواقع عسكرية صومالية متعددة، بما في ذلك هجمات برية باستخدام سيارات مفخخة. سيطرت حركة الشباب مؤقتًا على عدة بلدات قبل أن تصدها القوات الحكومية والميليشيات المتحالفة معها. استهدفت الهجمات اللاحقة في أواخر فبراير/شباط مواقع رئيسية مثل بلعاد، عاصمة المنطقة القريبة من مقديشو. في منتصف مارس 2025، حاولت حركة الشباب اغتيال رئيس الصومال. وقد نفذت كل من الولايات المتحدة وإثيوبيا غارات جوية ضد المتمردين من حركة الشباب.
وتشكل هذه الحملة جزءاً من تصعيد أوسع نطاقاً في الصومال، حيث تحاول حركة الشباب استغلال الثغرات الأمنية الناجمة عن الانتقال من قوات حفظ السلام التابعة للاتحاد الإفريقي إلى قوات الاتحاد الإفريقي في الصومال. وتشير التقارير إلى أن آلاف الجنود من قوات الدفاع الوطني الإثيوبية يستعدون للانتشار في محاولة لتعزيز قوات الجيش الوطني الصومالي/الاتحاد الإفريقي في الصومال. ويشير المحللون إلى أن توقيت الهجوم قد يكون مرتبطًا بشهر رمضان والعوامل الموسمية التي تؤثر على العمليات المسلحة.

## الهجمات

### الهجمات الأولية
في 20 فبراير 2025، هاجم مسلحو حركة الشباب أربع قرى في منطقة شبيلي الوسطى بمركبات مفخخة، واستولوا على قريتين قبل أن يصد الجيش الوطني الصومالي مسلحي الشباب من قريتين في قتال عنيف بما في ذلك قرية علي أحمد، حيث قُتل ما لا يقل عن سبعة من أفراد الجيش الوطني الصومالي، وقُتل عشرون مسلحًا من حركة الشباب، ومقاتل من العشائر المحلية. استخدم مسلحو حركة الشباب هجمات بالسيارات المفخخة وقذائف الهاون، وهاجموا القرى من جميع الاتجاهات. قُتل قادة حركة الشباب مجهولي الهوية في قرية سيل كالي اكسميد. وتعرضت قرى أخرى مثل قرية البراف للهجوم، واستمر القتال من جانب ميليشيا عشيرة ماويسلي أبغال الموالية للحكومة حتى تراجعت وسقطت قرية البراف في أيدي حركة الشباب مع مقتل ما لا يقل عن 93 من الموالين للحكومة.
في المجموع، قُتل 130 من مقاتلي حركة الشباب وحررت قرى العلي ودارو نعمة وعلي فولديري والكوثر من حركة الشباب بعد لحظات قصيرة من الاستيلاء عليها. والاستيلاء على أسلحة ومركبات ومعدات عسكرية أخرى من مسلحي حركة الشباب بعد المواجهة.

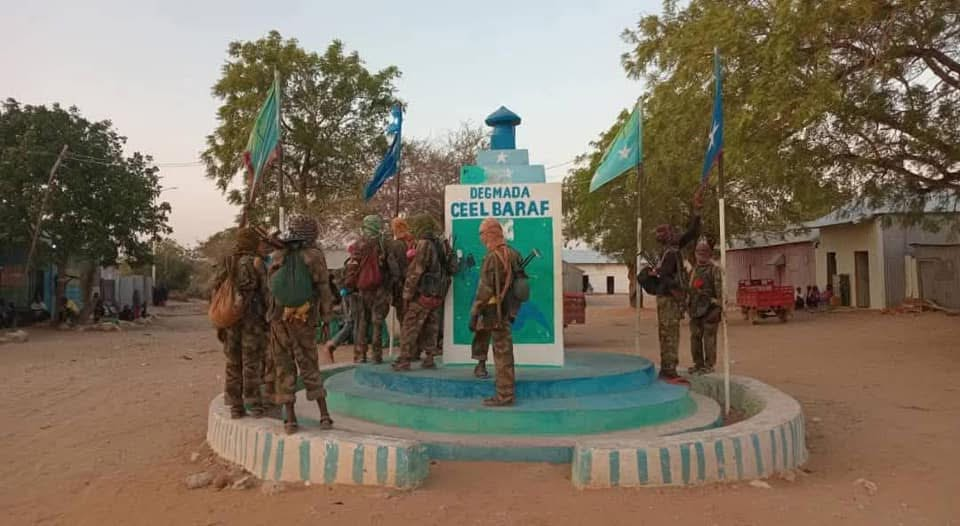
مقاتلو حركة الشباب في البرافع، 21 فبراير

وبحسب الجنرال إبراهيم مؤمن، قائد الفرقة الثالثة في الجيش الوطني الصومالي، فشلت حركة الشباب في محاولتها الاستيلاء على القرى الرئيسية في منطقة شبيلي الوسطى.  وزعمت حركة الشباب أنها سيطرت على أربع قواعد عسكرية في منطقة شبيلي الوسطى وعلي أحمد ودارو نيكما وكيفسر وعلي فول دير. قُتل وجُرح العشرات من جنود إدارة مقديشو في الهجمات، ونشرت حركة الشباب صورًا للهجمات من خلال مؤسستها الإعلامية، مؤسسة الكتائب الإعلامية، مع تسجيل بعض الضباط على أنهم أسرى لدى حركة الشباب.

### الهجمات اللاحقة والهجومية

#### فبراير
في 25 فبراير/شباط، أسفرت عملية عسكرية مشتركة نفذتها الحكومة الصومالية والقوات المحلية في ولاية هيرشبيلي، في جنوب وسط الصومال، عن مقتل أكثر من 70 عضواً من حركة الشباب. ومحاصرة وقتل العديد من أعضاء الحركة. وفي اليوم نفسه، أعلنت حركة الشباب مسؤوليتها عن هجمات في منطقتي هيران وشبيلي الوسطى، واستولت على أسلحة ومركبات عسكرية. شن مسلحون هجومًا مفاجئًا على منطقة أبوري في هيران، مستهدفين أعضاء ميليشيا المعاويسلي، وزعموا أنهم أوقعوا خسائر في الأرواح واستولوا على مركبات، على الرغم من أن مسؤولي الميليشيا أفادوا أيضًا بإلحاق خسائر بالمهاجمين. وفي الوقت نفسه، هاجمت حركة الشباب مناطق متعددة في وسط شبيلي، مما تسبب في فرار المدنيين، ثم عادت إلى منطقتي الأحمد والكوثر، وأثبتت وجودها المستمر. وتشير التقارير إلى تزايد الخوف في بلدة آدن يبال، التي كانت في السابق تحت سيطرة القوات الحكومية وميليشيا المعاويسلي. ومن خلال هذه الهجمات، سيطرت حركة الشباب على قريتين بما في ذلك قرية علي أحمد.
في 26 فبراير/شباط، هاجم مقاتلو حركة الشباب منطقة بلعد في منطقة شبيلي الوسطى في وقت مبكر، ودخلوا المدينة من اتجاهات متعددة واشتبكوا مع قوات الحكومة الفيدرالية الصومالية في قتال عنيف. وفي حين لا يزال حجم الخسائر غير واضح، أفادت وسائل الإعلام الحكومية بأنهم صدوا الهجوم.
في 27 فبراير، أطلقت قذائف الهاون من منطقة شبيلي الوسطى على مقديشو قبل زيارة مقررة لرئيس الوزراء الإثيوبي آبي أحمد. وفي نفس اليوم، بدأت المعارك في بلدة بلعد.

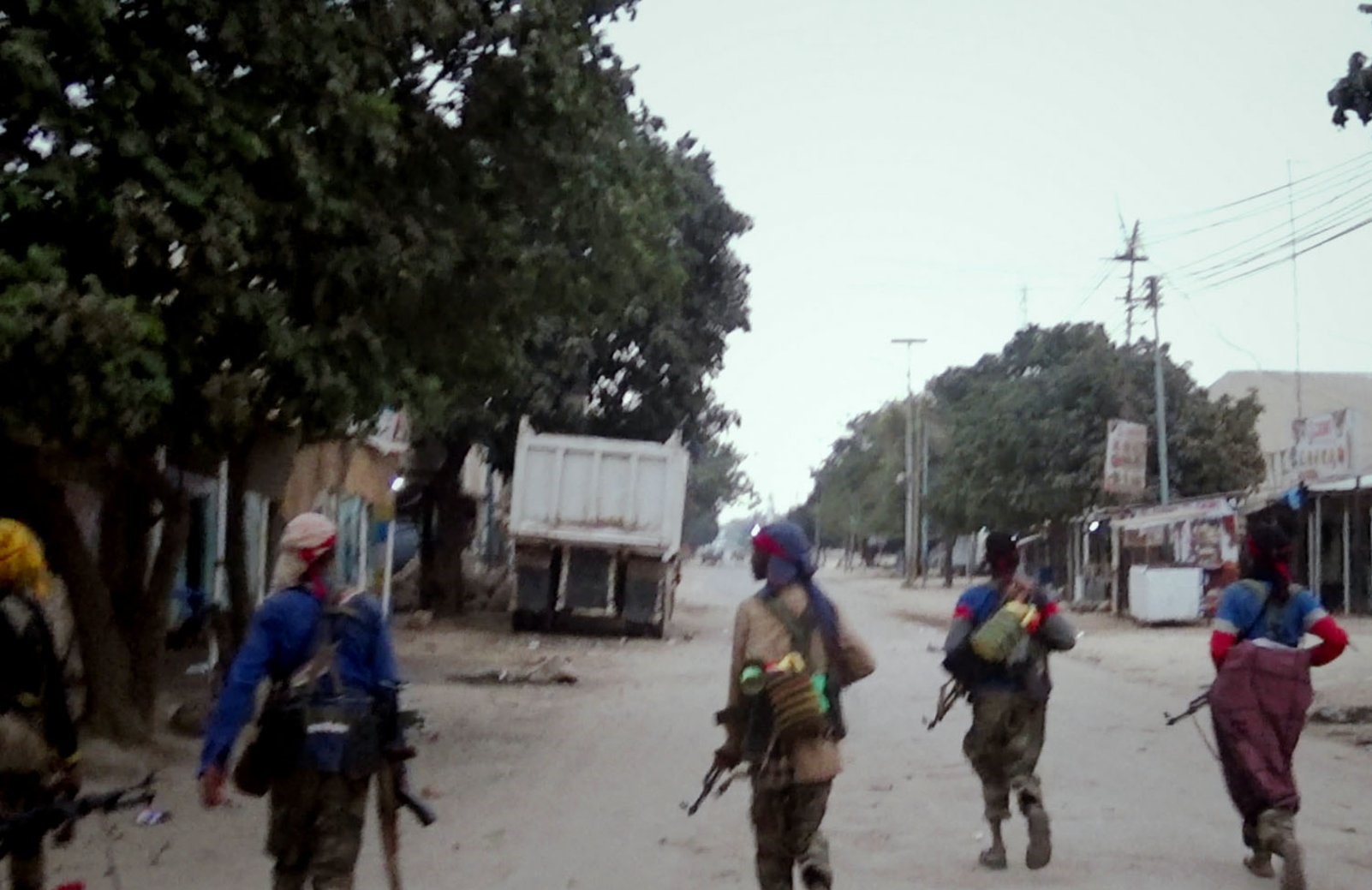
مقاتلو حركة الشباب في بلعد، 27 فبراير

في 28 فبراير، استولى مسلحو حركة الشباب على بلدة بلعد التي تقع على بعد 30 كيلومترًا (18.6 ميلًا) شمال مقديشو بعد اقتحام قاعدة عسكرية تقع بالقرب من البلدة. استولى المسلحون مؤقتًا على المباني الحكومية والبنية الأساسية الرئيسية، وأطلقوا سراح السجناء من السجن المحلي قبل الانسحاب لاحقًا من المدينة.

#### مارس
في الأول من مارس/آذار، اندلعت اشتباكات عنيفة بين القوات الصومالية ومسلحي حركة الشباب في بيو آدي، وهي بلدة في منطقة شبيلي الوسطى، بعد أن شنت حركة الشباب هجوماً على نقاط تفتيش حكومية، ونشرت حركة الشباب صوراً لمقاتليها وهم يحتلون البلدة. كما هاجم مسلحو حركة الشباب منزلاً يسكنه قادة وجنود من الجيش الوطني الصومالي في منطقة كاهدا بمقديشو. كما نصب مسلحو حركة الشباب كمينًا للقوات الفيدرالية على الطريق بين مقديشو وبلقادش، مما أسفر عن مقتل ثلاثة جنود والاستيلاء على أسلحة ودراجات نارية.
وفي الثاني من مارس/آذار، أكمل الجيش الوطني الصومالي عملية أسفرت عن مقتل نحو 40 عضواً من حركة الشباب. كما أطلقت حركة الشباب قذائف الهاون على مواقع الجيش الوطني الصومالي في بلدة آدن يبال.
في 3 مارس، ساعدت الولايات المتحدة في شن غارات جوية ضد حركة الشباب خلال هذه العملية بالقرب من منطقة البراف في منطقة شبيلي الوسطى أثناء الاشتباكات في بيادي وفقًا لتقرير أفريكوم، حيث قال نائب رئيس هيرشبيلي يوسف أحمد هاجر دباغيد "إن القتال سيستمر ولن يتوقف حتى يتم هزيمة الشباب". وفي اليوم نفسه، نفذ مسلحو حركة الشباب هجمات منسقة ضد القوات الصومالية، مما أسفر عن مقتل 60 جنديًا صوماليًا شمال مقديشو في عدة بلدات، على الرغم من أن حركة الشباب تدعي أنها قتلت 100 جندي. وقد أدت هذه الهجمات إلى اقتراب الحركة من مقديشو، حيث تعد هذه الهجمات الأكثر دموية التي تشنها حركة الشباب منذ عدة سنوات. وفي اليوم نفسه أيضًا، صدت قوات الحكومة الصومالية، بدعم من ميليشيات العشائر المحلية المعروفة باسم المعاويسلي، هجومًا شنه مسلحو حركة الشباب في منطقة بوس هريري في منطقة آدن يبال. واستعادت حركة الشباب السيطرة على بوس حرييري في وقت لاحق من ذلك اليوم، مما أسفر عن مقتل 20 جنديًا من الجيش الوطني الصومالي وإصابة 13 آخرين. كما سيطرت حركة الشباب أيضًا على بلدة العلي أحمد، مما أسفر عن مقتل 18 جنديًا من الجيش الوطني الصومالي وإصابة 36 آخرين.
في الرابع من مارس/آذار، استولى مسلحو حركة الشباب على قرية وار سيسي، التي تقع على بعد 25 كيلومترًا من العاصمة الإقليمية جوهر، دون قتال بعد فرار قوات الحكومة الصومالية، ونشروا صورًا لمسلحين يقومون بدوريات في القرية.
في 5 مارس/آذار، واصل مسلحو حركة الشباب تقدمهم نحو مقديشو عبر منطقة شبيلي الوسطى، وبعد الاستيلاء على بلقاد، واصلوا تقدمهم جنوبًا إلى مقديشو. وفي نفس اليوم، نفذت القوات الجوية الإثيوبية عدة غارات جوية على أهداف تابعة لحركة الشباب في منطقة شبيلي الوسطى، وكانت هذه أول عملية جوية معروفة تنفذها إثيوبيا في الصومال منذ ما يقرب من عقدين من الزمن منذ تدخلها في عام 2006 ضد اتحاد المحاكم الإسلامية. ومع ذلك، وعلى الرغم من الغارات الجوية، احتفظ مسلحو الشباب إلى حد كبير بمواقعهم، حيث لم تنجح الهجمات البرية التي شنتها القوات الصومالية وميليشيات المعاويسلي المتحالفة معها في إخراج الشباب من الأراضي التي احتلتها حديثًا. وشنت حركة الشباب أيضًا هجومًا على مواقع اتحادية في منطقة ياقشيد.
في السادس من مارس/آذار، نشرت الحكومة الفيدرالية تعزيزات في منطقة شبيلي الوسطى لتكثيف عملياتها العسكرية في المنطقة ضد حركة الشباب. كما قام مسؤولون من الحكومة الفيدرالية بزيارة بلدة بلعد لرفع معنويات القوات الفيدرالية.
في السابع من مارس/آذار، هاجم مسلحو حركة الشباب قرية الكوثر في منطقة بوس هريري بمديرية آدن يبال واستعادوها بعد قتال مع القوات الصومالية، مما أسفر عن مقتل وإصابة العديد من الأشخاص، بما في ذلك العقيد ساني عبد الله. وقد استولى الشباب على عدة مركبات عسكرية من الجنود الصوماليين بما في ذلك واحدة مزودة بمدفع مضاد للطائرات من طراز Zu-23. ونشرت الجماعة أيضًا صورًا لمقاتليها في البلدة وقاعدة الميليشيات الحكومية هناك. كما شن مقاتلو حركة الشباب هجمات على قرية بوس-حريري نفسها، وأبلغ هارون معروف عن إعادة الاستيلاء عليها. وفي اليوم نفسه، أكد وزير الدفاع الصومالي عبد القادر محمد نور تنفيذ غارات جوية إثيوبية ضد مسلحي حركة الشباب في منطقة شبيلي الوسطى بتنسيق من الحكومة الفيدرالية الصومالية. أكد رئيس الوزراء الصومالي السابق محمد حسين روبلي أن الحكومة الفيدرالية تواجه حاليا وضعا صعبا وتحتاج إلى التعاون مع المعارضة والمحافظين وإلا فإن البلاد سوف تقع تحت سيطرة حركة الشباب. وأضاف أيضاً أنه باستثناء منطقة شبيلي الوسطى حيث تدور معارك عنيفة، هناك مخاوف من أن تمتد المعارك الكبرى إلى مناطق أخرى على يد حركة الشباب. كما حظرت الحكومة الصومالية أيضًا دخول الأسلحة والمركبات العسكرية إلى مطار آدن الدولي بسبب المخاوف الأمنية التي أثارها الأمريكيون.
في يوم 10 مارس، نفذت القوات الجوية الصومالية، وتحديدًا الوحدة 143 من لواء 14 أكتوبر، غارة جوية ضد مسلحي حركة الشباب في منطقة بلاد الأمين، إحدى المناطق التابعة لمنطقة أفجوي، مما أسفر عن مقتل أحد قادة حركة الشباب الذي تم تحديده لاحقًا باسم داود محمد ماليلي، المعروف بأنه أمير تحصيل ضريبة الزكاة في منطقة بلاد الأمين في منطقة أفجوي. وفي اليوم نفسه، استهدفت غارة جوية نسقها الجيش الوطني الصومالي جسورًا مؤقتة أقامتها حركة الشباب والتي كانت تستخدم لربط المناطق ببعضها البعض وتسهيل تحركات الشباب. حذر نائب مدير وكالة الاستخبارات والأمن الوطنية الصومالية السابق، عبد السلام جوليد، من التهديد المتزايد الذي تشكله حركة الشباب، مشيرا إلى أن الحركة تعمل على تغيير أساليبها، بهدف كسب ثقة الجمهور مع تعزيز سيطرتها الإقليمية في وسط وجنوب الصومال، وخاصة في هيرشبيلي. وأشار أيضًا إلى أن حركة الشباب تستخدم استراتيجيات مماثلة لتلك التي اتبعتها حركة طالبان في سيطرتها على أفغانستان وهيئة تحرير الشام في الصراع في سوريا، على أمل إقامة سلطتها الحاكمة الخاصة.

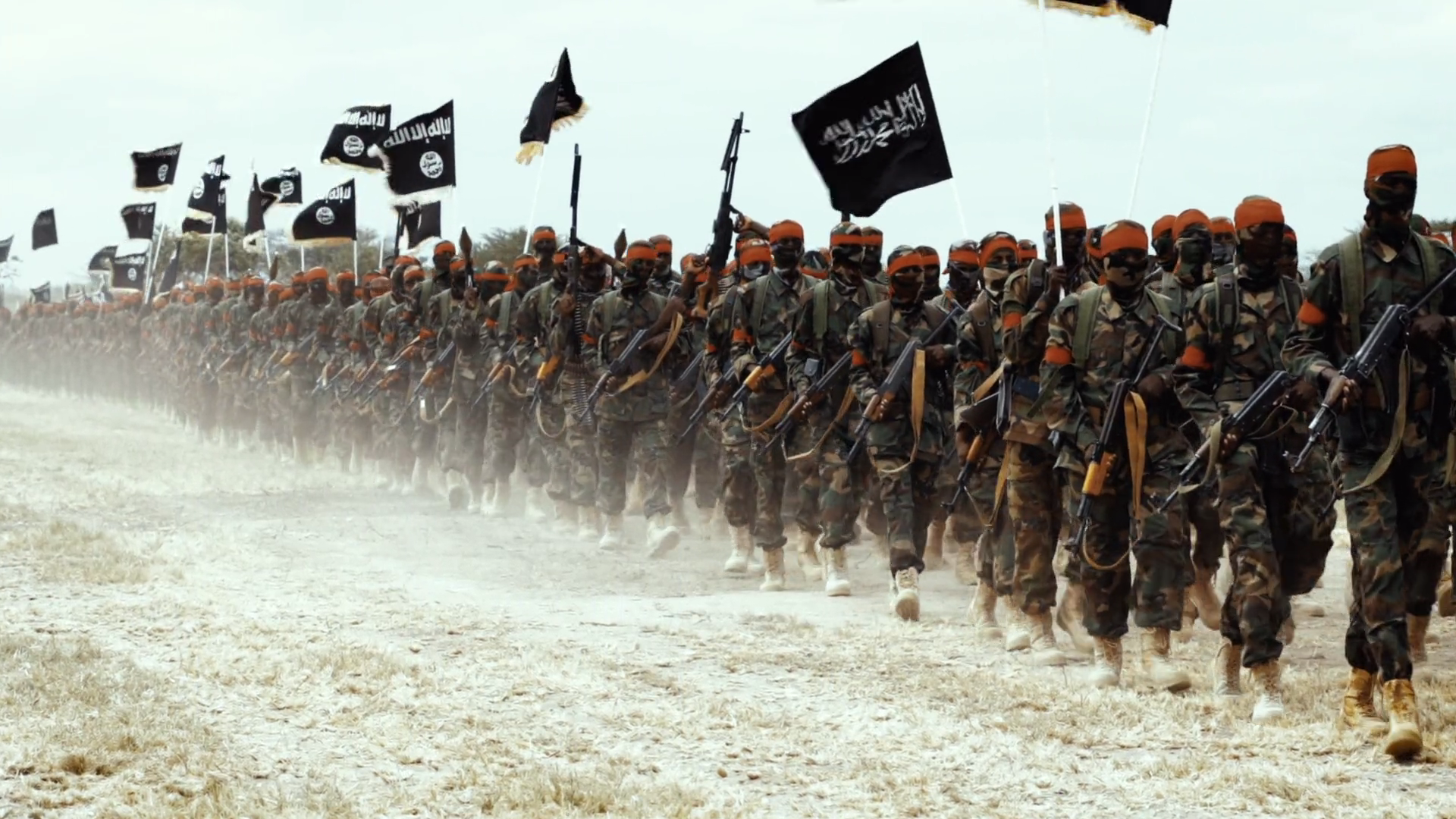
العرض العسكري لحركة الشباب، 10 مارس

في يوم 11 مارس، فجر مسلحو حركة الشباب فندقًا يسمى فندق القاهرة في بلدوين، عاصمة منطقة هيران في الصباح بسيارة مفخخة، وشنوا هجومًا انغماسيًا استمر لساعات على الفندق. ويضم الفندق شيوخًا وضباطًا عسكريين شاركوا في تنسيق هجوم الحكومة ضد الجماعة المسلحة. أدى القصف في البداية إلى مقتل 4 أشخاص، لكن عدد القتلى ارتفع إلى 10 مدنيين قتلوا في القصف. وأصدرت القيادة العسكرية لحركة الشباب بيانا زعمت فيه أنها قتلت 20 شخصا، بينهم 4 ضباط عسكريين، في العملية في بلدوين، فيما زعمت أيضا أنها قتلت 18 جنديا وجرحت 30 آخرين في اشتباكات بورشا شيخ بالقرب من عدالي. كما ذكرت القيادة العسكرية أن العملية مستمرة.
في 12 مارس، أكد وزير الدفاع الصومالي عبد القادر محمد نور أن الحكومة الفيدرالية الصومالية نسقت عمليات جوية نفذتها الإمارات العربية المتحدة وإثيوبيا ضد مسلحي حركة الشباب وتنظيم الدولة الإسلامية في جبال الميسكاد في بونتلاند وجنوب الصومال. أعلن الجيش الوطني الصومالي مقتل قائد كبير و50 مسلحًا من حركة الشباب في منطقة داماشا شابيلو في منطقة شبيلي الوسطى، ومقتل منصور تيمو وين، زعيم المجموعة المسؤول عن إعداد واستخدام المركبات القتالية والذي كان أيضًا هدفًا للغارة الجوية.
في 13 مارس/آذار، سيطرت القوات الصومالية وقوات الأمن المحلية على مسلحي حركة الشباب الذين كانوا يستهدفون قاعدة محصنة بشدة للمسلحين كانت تُستخدم كنقطة انطلاق لهجمات على المجتمعات المدنية في منطقة ريفية بالقرب من منطقة البور في منطقة غالغادود بوسط الصومال، واستولت على القاعدة وقتلت العديد من مسلحي حركة الشباب.
في 14 مارس/آذار، أدت سلسلة من الغارات الجوية التي نفذتها القوات العسكرية الصومالية بالتنسيق مع وكالة الاستخبارات والأمن الوطنية إلى مقتل 41 عضوًا من حركة الشباب، بما في ذلك كبار القادة، أولاً في منطقة بوس هريري في وسط شابيلي والتي قتلت 29 عضوًا من حركة الشباب ثم منطقة أمبالول في شبيلي السفلى والتي قتلت 12 عضوًا إضافيًا. أطلقت حركة الشباب قذائف الهاون على مواقع اتحادية في بلدة آدن يبال.
في 21 مارس، أعلنت وكالة الاستخبارات والأمن الوطنية الصومالية أنها نفذت، بالتعاون مع القوات الجوية الصومالية، ست غارات جوية في قريتي سابيد وآنول، مما أسفر عن مقتل 82 مقاتلاً من حركة الشباب وإصابة 19 آخرين. استولى مقاتلو حركة الشباب على بلدة بارييري الواقعة بين أوديغلي وأفغوي في منطقة شبيلي السفلى.
إبريل
في 16 إبريل أعلنت حركة الشباب سيطرتها على مدينة آدن يابال الاستراتيجية في يوم الواقعة في ولاية شبيلي الوسطى بعد معارك عنيفة، وأعلنت الحركة في بيان لها  سيطرتها على 10 قواعد عسكرية في المنطقة والتي كانت مركزاً للعمليات العسكرية بقيادة القوات الأمريكية التي أخذت لها لقطات قبل سنة مع قوات حكومة مقديشو أثناء تنسيقهم الهجمات على مناطق الحركة.
ويأتي هذا الهجوم بعد السيطرة على العديد من البلدات بالقرب من مدينة مقديشو، والمؤشرات تدل على انهيارات في صفوف القوات الحكومية بعد السيطرة على مدينة آدن يابال ربما قد تتواصل إلى العاصمة.